# Julien Baker
Julien Rose Baker, coneguda artísticament com a Julien Baker (Bartlett, Tennessee, 29 de setembre de 1995) és una cantautora i guitarrista estatunidenca. És membre de la banda de rock alternatiu Forrister, anteriorment coneguda com The Star Killers. Va debutar com a artista en solitari el 2015 amb l'aclamat disc Sprained Ankle (6131 Records). El 2017 va publicar un segon àlbum, Turn Out the Lights (Matador Records). Va cofundar el supergrup boygenius amb Lucy Dacus i Phoebe Bridgers el 2018. El 2021 treu el seu tercer llarg, Little Oblivions.

## Biografia
Baker va néixer a Germantown (Tennessee), però va créixer a Bartlett. Va aprendre a tocar amb la guitarra del seu pare de petita. Després d'estudiar enginyeria de so a la Middle Tennessee State University, va llicenciar-se en literatura amb un minor doble en llengua espanyola i educació secundària.

## Música

### Estil
Baker ha estat aclamada per la crítica per les seves performances, la lletra de les seves cançons i la modernització que ha aportat al panorama de la música folk. La revista musical Pitchfork descriu la seva veu com a "trencada però ferma, entrenada en el pop-punk del seu grup Forrister i després sotmesa a un rock acústic sobri".

### Carrera
El 2010, Baker va cofundar el grup The Star Killers, conegut com a Forrister a partir de 2015. Va començar a escriure cançons l'últim any de carrera. Va gravar un EP a Spacebomb Studios amb el seu amic Michael Hegner que veuria la lluny l'hivern de 2014 a Bandcamp. Aquelles cançons van acabar esdevenint el disc Sprained Ankle l'octubre de 2015. Aquest primer àlbum de Baker va tenir molta repercussió mediàtica, arribant a aparèixer a The New Yoker i a The New York Times.
El 2017 va signar per la discogràfica Matador Records, des d'on va publicar un single amb les cançons Funeral Pyre i Distant Solar Systems.Turn On the Bright Lights, el seu segon LP, va veure la llum el 27 d'octubre d'aquell mateix any. Va ser gravat a Ardent Studios, a Tennessee, amb l'ajuda del membre del grup Sorority Noise Cameron Boucher.
El 2018, juntament amb Phoebe Bridgers i Lucy Dacus, Baker va formar el supergrup boygenius. Van publicar tres cançons l'agost de 2018 i van anunciar un EP i un tour. L'EP, anomenat boygenius, va ser publicat el 26 d'octubre de 2018.
El 2021, després d'una parada de 2 anys, edita nou disc el 26 de febrer, titulat Little Oblivions, amb Faith Healer com a primer senzill.

## Discografia

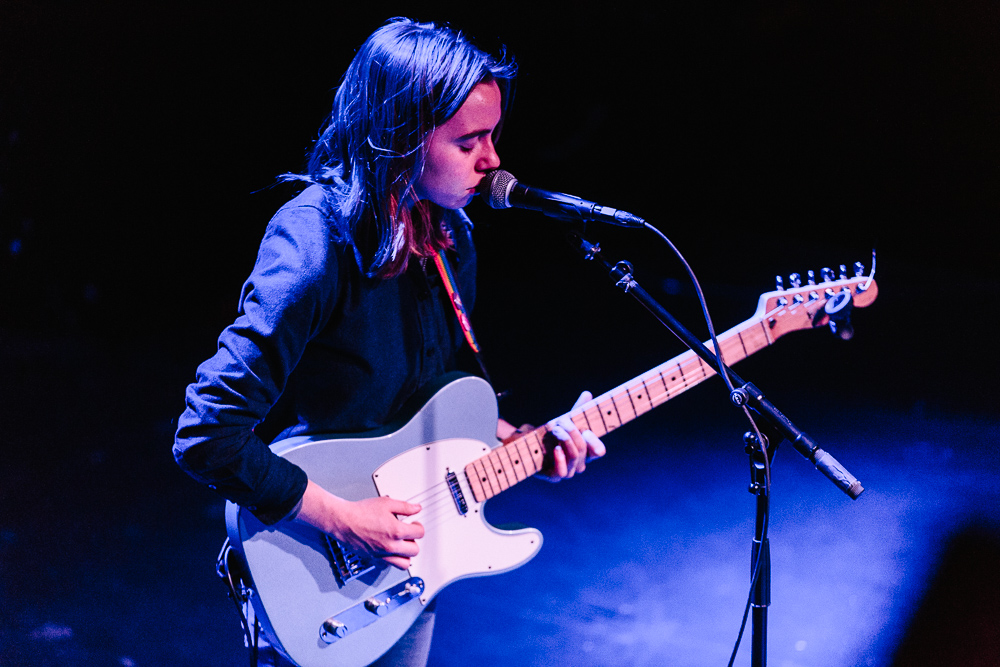
Baker actuant la boriga Rough Trade a Nova York el 2016.

### En solitari
Àlbums d'estudi
- Sprained Ankle (2015)
- Turn Out the Lights (2017)
- Little Oblivions (2021)

Àlbums en directe
- AudioTree Live (2016, AudioTree)[21]

Singles
- "Funeral Pyre" (6 de gener de 2017)[22]
- "Distent Solar Systems" (17 de març de 2017)
- "Tokyo" (11 d'octubre de 2019)

### boygenius
EP
- boygenius (2018)

Àlbums d'estudi
- the record (2023)

## Vida personal
Baker és lesbiana i socialista cristiana. No pren drogues ni consumeix alcohol des de, aproximadament, 2013.